# Черан, Драган
Дра́ган Че́ран (серб. Драган Ћеран/Dragan Čeran; 6 октября 1987 года; Кикинда, Югославия) — сербский футболист, нападающий узбекистанского клуба «Насаф».

## Карьера
В 2005—2008 годах играл за сербские клубы, до 2012 года принадлежал «Смедерево». Был арендован бельгийским клубом «Вестерло». Позже стал играть за израильские клубы «Хапоэль» из Хайфы и «Маккаби» (Нетания).
В 2013—2015 годах выступал за азербайджанский «Симург», в котором проявил хорошую результативность (27 голов в 57 поединках чемпионата). После Азербайджана играл за саудовский «Хеджер» и лидера македонского футбола «Вардар», став с клубом чемпионом страны.
В 2016 году переехал в Узбекистан, где сперва играл за каршинский «Насаф», а в середине сезона 2018 перешёл в столичный «Пахтакор», где впоследствии стал лидером атак команды.
В 2019 году стал лучшим бомбардиром чемпионата Узбекистана, забив 23 гола, а также был признан лучшим футболистом узбекистанской Суперлиги. В 2020, 2021, 2022 и 2023 годах вновь становился лучшим бомбардиром чемпионата Узбекистана и помогал «Пахтакору» выигрывать золото.
В январе 2025 года вернулся в «Насаф».

### Сборная Сербии
В 2008 году сыграл три матча и забил один гол за молодёжную сборную Сербии.

## Достижения
«Вардар»
- Победитель чемпионата Македонии: 2015/16

«Насаф»
- Обладатель Суперкубка Узбекистана 2016 года.
- Серебряный призёр чемпионата Узбекистана 2017 года.
- Бронзовый призёр чемпионата Узбекистана 2016 года.
- Финалист кубка Узбекистана: 2016

«Пахтакор»
- Чемпион Узбекистана (3): 2019, 2020, 2021 годов.
- Вице-чемпион Узбекистана: 2018 года.
- Обладатель кубка Узбекистана (2): 2019, 2020[6] годов.
- Финалист кубка Узбекистана: 2021